# Wspólnota administracyjna An der Marke
Wspólnota administracyjna An der Marke (niem. Verwaltungsgemeinschaft An der Marke) – dawna wspólnota administracyjna w Niemczech, w kraju związkowym Turyngia, w powiecie Sömmerda. Siedziba wspólnoty znajdowała się w miejscowości Schloßvippach. 31 grudnia 2019 wspólnota została połączona ze wspólnotą administracyjną Gramme-Aue tworząc nową wspólnotę administracyjną Gramme-Vippach.
Wspólnota administracyjna zrzeszała pięć gmin wiejskich (Gemeinde): 
1. Eckstedt
2. Markvippach
3. Schloßvippach
4. Sprötau
5. Vogelsberg